# 복구 지향 컴퓨팅
복구 지향 컴퓨팅(recovery-oriented computing)은 작은 사고가 발생했을 때, 컴퓨팅 시스템을 보다 빠르게 회복 시키는 방법을 칭한다.

## 복구 지향 컴퓨팅의 실행
실행 방식은 다음과 같다.
- 복구를 빠르게 하는 시스템을 고안한다.
- 많은 구성 시스템에서 고장 원인을 정확히 찾는다.
- 실수를 바로잡는다.